# سیاه‌کاج‌واران
سیاه‌کاج‌واران (نام علمی: Laricoideae) نام یک زیرخانواده از خانواده کاجیان است.